# Laurel und Hardy: Die besudelte Ehre
Die besudelte Ehre (Originaltitel: Tit for Tat, deutsch: Wie du mir, so ich dir, Alternativtitel: Dick und Doof in tausend Nöten) ist eine US-amerikanische Filmkomödie aus dem Jahr 1935, einer der vielen Zweiakter des Komikerduos Laurel und Hardy.

## Handlung
Stan und Ollie eröffnen ein Geschäft für Elektrowaren. Ollie will sich aus Freundlichkeit im Nachbargeschäft vorstellen. Da auch Stan mitgeht, stellen die beiden ein Schild mit der Aufschrift „Sind gleich zurück“ (englisch „Be back soon“) auf. Dann stellen sie sich ihrem Nachbarn, dem Lebensmittelhändler Mr. Hall, vor. Dabei stellt sich heraus, dass alle drei schon einmal ein recht unfriedliches Aufeinandertreffen hatten (siehe den Film Jene fernen Berge). Der Lebensmittelhändler wirft Stan und Ollie aus seinem Laden. Sie kehren in ihren Laden zurück und bemerken einen fremden Mann, der mit einem ihrer Artikel den Laden verlässt. Doch der Dieb stört die beiden wenig, da sie noch von ihrer Begegnung mit Mr. Hall abgelenkt sind.
Ollie will eine elektrische Beleuchtung anbringen. Er schickt Stan in den Keller, um Glühbirnen zu holen. Als Stan Ollie die Birnen bringen will, benutzt er dazu einen Fahrstuhl, der vom Keller vor den Eingang des Ladens der beiden führt. Unglücklicherweise steht die Leiter, auf die Ollie geklettert ist, genau auf dem Dach des Fahrstuhls. Daher drückt dieser, als er hochfährt, Ollie samt Leiter nach oben. Die Leiter kippt schließlich über das Ladenschild auf den Fenstersims des Hauses von Mr. Hall. Ollie steigt in das Appartement, um so wieder hinunter zur Straße zu gelangen. Der Lebensmittelhändler sieht, wie Ollie aus dem Schlafzimmer seiner Frau herauskommt, und vermutet eine Affäre.
Nun beginnt ein Kampf zwischen dem Lebensmittelhändler auf der einen und Stan und Ollie auf der anderen Seite. Hall beginnt, den Laden der beiden zu demolieren. Für jede Attacke von Hall rächen sich Stan und Ollie und zerlegen Halls Geschäft. Jedes Mal, wenn die beiden ihr Geschäft verlassen, erscheint der Dieb und bedient sich an ihren Artikeln. Letztlich kann ein Polizist die Situation klären und Mr. Hall muss sich bei Stan und Ollie entschuldigen. Zum Schluss des Filmes kommt der Dieb mit einem Lastwagen und leert den Elektroladen, was Ollie und Stan nur verwundert zur Kenntnis nehmen.

## Hintergrund
Die Premiere des Films fand am 5. Januar 1935 statt. In Deutschland war er erstmals am 11. Juli 1958 zu sehen.
Der Film ist eine lose Fortsetzung zu dem im Vorjahr gedrehten Zwei-Akter Jene fernen Berge (Them Thar Hills), bei dem alle hier Beteiligten ebenfalls mitwirkten. Er ist auch die einzige Fortsetzung, die Laurel und Hardy jemals gedreht haben.

## Deutsche Fassungen
- Die erste Fassung wurde 1958 bei der Berliner Synchron erstellt und unter dem Titel Dick und Doof in 1000 Nöten erstmals gezeigt. Dialogbuch und Dialogregie lagen in den Händen von Bodo Francke. Walter Bluhm sprach Stan und Clemens Hasse Ollie.[1]
- 1961 folgte die zweite Fassung unter dem Titel Dick und Doof bauen ein Geschäft auf. Die Fassung entstand bei der Beta-Technik. Die Dialoge stammten von Wolfgang Schick, Regie führte Manfred R. Köhler, und die Musik steuerte Conny Schumann bei. Walter Bluhm sprach erneut Stan und Arno Paulsen lieh Ollie seine Stimme. Diese Fassung ist auf DVD veröffentlicht worden.[1]

## Kritiken
Das Portal „At-A-Glance Film Reviews“ betonte, dass dieser Kurzfilm ein weiterer Beweis für das Genie des Duos sei.
Iain Scott vom Portal „OneLine Review“ befand, die Geschichte von Eskalation, Destruktion und Gewalt sei ein umwerfend komischer Film und eine der besten Leistungen des Komikerduos.

## Auszeichnungen
1936 wurde der Film in der Kategorie Bester Kurzfilm (Comedy) für den Oscar nominiert.